# Golful Messinia
Golful Messinia (în greacă Μεσσηνιακός Κόλπος, transliterat: Messiniakós Kólpos) este un golf care face parte din Marea Ionică. Golful este mărginit de coasta sudică a Messiniei și de coasta sud-vestică a peninsulei Mani din Laconia. Extremitățile sale sunt Insula Venetiko la vest și Capul Matapan la sud-est. Țărmul vestic este în mare parte jos, fertil și vast, în timp ce țărmul estic este dominat de versanții sudici ai muntelui Taygetos și relativ stâncos și inaccesibil, cu puține așezări omenești.
Râul Pamisos se varsă în apele golfului în apropierea orașului port Kalamata, care este centrul urban principal al golfului.

## Localități aflate pe țărmurile golfului
- Koroni - vest
- Longa - vest
- Petalidi - nord-vest
- Messini - nord-vest
- Kalamata - nord-est
- Kardamyli - est
- Stoupa - est
- Agios Nikolaos - est
- Trahila - sud-est
- Areopoli - sud-est
- Gerolimenas - sud-est

Pe coasta de vest a golfului, la extremitatea sa, s-a aflat orașul antic Asine.

## Legături externe
- Materiale media legate de Golful Messinia la Wikimedia Commons